# Nouveau Parti conservateur
 (juin 2025).
Si vous disposez d'ouvrages ou d'articles de référence ou si vous connaissez des sites web de qualité traitant du thème abordé ici, merci de compléter l'article en donnant les références utiles à sa vérifiabilité et en les liant à la section « Notes et références ».
Pour les articles homonymes, voir JKP.
Le Nouveau parti conservateur (保守新党, Hoshu Shintō), ou NPC, officiellement New Conservative Party (NPC) en anglais, est un parti politique du Japon créé le 25 décembre 2002, successeur du Parti conservateur (保守党, Hoshutō) ou PC.
Il est présidé par Hiroshi Kumagai de 2002 à 2003. Kumagai et quatre autres membres dissidents du Parti démocrate du Japon en décembre 2002 ont fusionné avec le Parti conservateur ou Hoshutō, formant le Nouveau parti conservateur. 

## Histoire

### Le Parti conservateur (2000-2002)
Le Hoshutō est créé le 3 avril 2000 par d'anciens membres du Parti libéral du Japon.   
Les membres fondateurs sont :   
- 21 représentants : 
  - Toshiki Kaifu[2].
  - Mutsuki Katō (né en 1926, député pour l'ancien 2e district de la préfecture d'Okayama de 1967 à 1996, réélu en 1996 à la proportionnelle pour le bloc de Chūgoku, ancien ministre de l'Agriculture de 1986 à 1987 et en 1994, il a quitté en 1993 le PLD pour créer avec d'autres dissidents emmenés par Ichirō Ozawa et Tsutomu Hata le Shinseitō, il a fait partie ensuite du Shinshintō puis du Parti libéral).
  - Takeshi Noda (né en 1941, député pour l'ancien 1er district de la préfecture de Kumamoto de 1972 à 1996 puis pour le nouveau 2e district de Kumamoto à partir de 1996, ancien ministre de la Construction en 1989 puis chargé de la Politique économique et fiscale de 1991 à 1992 et enfin ministre des Affaires intérieures et président de la Commission de sécurité publique en 1999, il a quitté le PLD pour suivre Toshiki Kaifu et a donc participé à ses côtés aux créations du Shinshintō puis du Parti libéral dont il a été le premier secrétaire général de 1998 à 1999).
  - Issei Inōe (né en 1932, député pour l'ancien 3e district de la préfecture d'Osaka de 1976 à 1996 puis réélu en 1996 à la proportionnelle dans le bloc de Kinki en ayant échoué au vote uninominal dans le nouveau 8e district d'Osaka, ancien maire de Settsu de 1968 à 1976, ancien ministre des Postes et Télécommunications de 1995 à 1996, issu de l'aile droite du Parti socialiste japonais devenu en 1996 le Parti social-démocrate, il le quitte peu après cette année-là pour participer à la fondation du Parti démocrate du Japon qui défend l'idée d'une troisième voie sur le modèle de Tony Blair au Royaume-Uni ou de Bill Clinton aux États-Unis, avant de rejoindre finalement le Parti libéral en 1999).
  - Takashi Aoyama (né en 1941, député pour l'ancien 2e district de la préfecture d'Aichi de 1976 à 1990 et de 1993 à 1996, puis du nouveau 7e district d'Aichi à partir de 1996, il a d'abord été conseiller municipal de Seto sous les couleurs du PLD de 1971 à 1976 avant d'être parlementaire avec l'étiquette du Parti démocrate socialiste ou PDS, ce dernier se fond dans le Shinshintō en 1994 puis Takashi Ōyama rejoint le Parti libéral à sa création en 1998).
  - Keisuke Nakanishi (né en 1941, député pour l'ancien 1er district de la préfecture de Wakayama de 1976 à 1979 et de 1980 à 1995 puis pour le nouveau 1er district de Wakayama à partir de 1996, ancien ministre chargé de l'Agence de la Défense en 1993, il a quitté le PLD en 1993 pour rejoindre successivement le Shinseitō, le Shinshintō puis le Parti libéral dont il a été le président du Comité des Affaires de la Diète de 1999 à 2000).
  - Toshihiro Nikai.
  - Motō Abe (né en 1931, député pour l'ancien 3e district de la préfecture de Shizuoka de 1983 à 1990 et de 1993 à 1996, réélu en 1996 à la proportionnelle pour le bloc de Tōkai, membre du PDS à l'origine, ce dernier se fond dans le Shinshintō en 1994 puis Motō Abe rejoint le Parti libéral à sa création en 1998).
  - Ki'ichi Inōe (né en 1932, député pour l'ancien 3e district de la préfecture de Hyōgo de 1986 à 1996 puis pour le nouveau 4e district de Hyōgo à partir de 1996, il a quitté le PLD en 1993 pour rejoindre successivement le Shinseitō, le Shinshintō puis le Parti libéral).
  - Masayuki Okajima (né en 1930, député pour l'ancien 1er district de la préfecture de Chiba de 1986 à 1996 puis pour le nouveau 3e district de Chiba à partir de 1996, il a quitté le PLD en 1993 pour rejoindre successivement le Shinseitō, le Shinshintō puis le Parti libéral).
  - Ei'ichi Nakamura (né en 1930, tarento, animateur de radio pour la Asahi Broadcasting Corporation de 1951 à 1977, député pour le 14e district de la préfecture d'Osaka depuis 1996, ancien conseiller pour la préfecture d'Osaka de 1980 à 1986 comme indépendant, après avoir tenté une première fois sa chance sous les couleurs du Club néo-libéral en 1977, puis pour la préfecture de Shiga de 1989 à 1995 avec l'étiquette du Parti des réformes démocratiques, bras politique du principal syndicat du pays, le Rengō, il a rejoint le Shinshintō en 1994 puis le Parti libéral en 1998).
  - Yuriko Koike (née en 1952, tarento, présentatrice de journal télévisé de 1979 à 1992, députée pour l'ancien 2e district de la préfecture de Hyōgo de 1993 à 1996 puis pour le nouveau 6e district de Hyōgo à partir de 1996, ancienne conseillère élue à la proportionnelle nationale de 1992 à 1993, elle est entrée en politique à cette occasion avec le récemment créé Nouveau parti du Japon, ou NPJ, avec lequel elle a rejoint ensuite le Shinshintō en 1994 avant de participer à la création du Parti libéral en 1998).
  - Hiroyuki Aoki (né en 1945, député pour l'ancien 1er district de la préfecture d'Aichi de 1993 à 1996 puis pour le nouveau 2e district d'Aichi à partir de 1996, ancien conseiller préfectoral d'Aichi de 1979 à 1993, membre du PDS à l'origine, ce dernier se fond dans le Shinshintō en 1994 puis Hiroyuki Aoki rejoint le Parti libéral à sa création en 1998).
  - Tetsuma Esaki (né en 1943, député pour l'ancien 3e district de la préfecture d'Aichi de 1993 à 1996 puis pour le nouveau 10e district d'Aichi à partir de 1996, a succédé à son père Masumi Esaki qui a été député libéral puis PLD de 1946 à 1993 et un ancien ministre chargé de l'Agence de la Défense de 1971 à 1972 puis des Affaires intérieures et de la Commission de la sécurité publique de 1972 à 1973 puis de l'Industrie et du Commerce extérieur de 1978 à 1979 et enfin chargé de l'Agence de la Gestion et de la Coordination de 1985 à 1986, Tetsuma Esaki a pour sa part successivement siégé sous les couleurs du Shinseitō, du Shinshintō puis du Parti libéral).
  - Ta'ichirō Nishikawa (né en 1942, député pour l'ancien 6e district de Tōkyō de 1993 à 1996 puis pour le nouveau 14e district de la capitale à partir de 1996, ancien conseiller métropolitain de Tōkyō pour l'arrondissement d'Arakawa de 1977 à 1993, il a été membre initialement du Club néo-libéral puis du PLD jusqu'en 1993, puis du Shinseitō, du Shinshintō et du Parti libéral).
  - Takeshi Nishida (né en 1955, député pour le 9e district de la préfecture d'Osaka depuis 1996, élu initialement sous les couleurs du Shinshintō avant de rejoindre à sa création le Parti libéral).
  - Akira Nishino (né en 1940, député pour le 13e district de la préfecture d'Osaka depuis 1996, candidat malheureux en 1993 dans l'ancien 4e district de cette préfecture sous les couleurs du PLD, ancien conseiller gouvernemental d'Osaka pour la ville de Higashiōsaka de 1975 à 1993 avec l'étiquette du PLD, il a ensuite rejoint le Shinshintō puis le Parti libéral).
  - Kenshirō Matsunami (né en 1946, député pour le 19e district de la préfecture d'Osaka depuis 1996, élu initialement sous les couleurs du Shinshintō avant de rejoindre à sa création le Parti libéral).
  - Yukihiro Yoshida (né en 1961, député pour le 3e district de la préfecture d'Aichi depuis 1996, élu initialement sous les couleurs du Shinshintō avant de rejoindre à sa création le Parti libéral).
  - Jun Michiwa (né en 1952, tarento, lanceur de baseball des Chunichi Dragons de Nagoya de 1972 à 1984 puis des Nippon Ham Fighters de Tokyo de 1985 à 1986 et commentateur sportif sur Chūkyō TV, Tokai Radio Broadcasting et Chunichi Sport de 1986 à 1995, député pour le 4e district de la préfecture d'Aichi depuis 1996, élu initialement sous les couleurs du Shinshintō avant de rejoindre à sa création le Parti libéral).
  - Yōhei Sasaki (né en 1942, député pour le 3e district de la préfecture d'Iwate depuis 1996, ancien conseiller préfectoral d'Iwate sous les couleurs du PLD de 1979 à 1996, élu parlementaire initialement sous les couleurs du Shinshintō avant de rejoindre à sa création le Parti libéral, il est le seul représentant de la préfecture d'Iwate, véritable fief d'Ichirō Ozawa, à faire dissidence).
- 6 conseillers : 
  - Chikage Oogi (née en 1933, tarento, actrice de la revue Takarazuka de 1954 à 1958 puis à la télévision de 1959 à 1977 ainsi qu'animatrice télévisée de 1971 à 1977, conseillère pour la circonscription nationale depuis 1977, elle a quitté le PLD pour le Shinseitō en 1993 avant de rejoindre le Shinshintō, dont elle préside le groupe à la Chambre des conseillers de 1996 à 1997 avant d'occuper cette même fonction pour le Parti libéral de 1998 à 2000).
  - Shigeaki Tsukihara (né en 1935, conseiller pour la circonscription nationale depuis 1998, ancien député de l'ancien 2e district de la préfecture de Kagawa de 1983 à 1990 et de 1993 à 1996, a quitté le PLD pour le Shinseitō en 1993, puis a fait partie du Shinshintō, sous les couleurs duquel il a tenté sans succès de se faire réélire député en 1996 dans le nouveau 3e district de la préfecture de Kagawa, et du Parti libéral).
  - Tomoichi Hoshino (né en 1932, conseiller pour la circonscription nationale depuis 1990, sous les couleurs initialement du « Parti des taxes » ou Zenseitō, il rejoint rapidement le PLD qu'il quitte pour le Shinseitō en 1993, puis a fait partie du Shinshintō et du Parti libéral).
  - Shin’ya Izumi (né en 1937, conseiller pour la circonscription nationale depuis 1992, il quitte le PLD pour le Shinseitō en 1993, puis a fait partie du Shinshintō et du Parti libéral).
  - Yōsuke Tsuruho (né en 1967, conseiller pour la préfecture de Wakayama depuis 1998, élu directement sous l'étiquette du Parti libéral).
  - Hajimu Irisawa (né en 1940, conseiller pour la circonscription nationale depuis 1998, élu directement sous l'étiquette du Parti libéral).

Leur représentation est vite redescendue : avant même les élections législatives du 25 juin 2000, trois sortants, dont deux élus dans la préfecture d'Aichi et un d'Osaka, rejoignent le PLD (Yukihiro Yoshida, Takashi Aoyama, qui sont alors réélus à la proportionnelle dans le bloc de Tōkai, et Akira Nishino, réélu dans le bloc de Kinki). Et, après le scrutin, il ne reste plus que sept députés, tous réélus au scrutin majoritaire uninominal (les listes présentées par le parti à la proportionnelle n'ont alors totalisé que 247 334 voix, soit 0,41 % des suffrages exprimés) grâce au soutien du PLD : Toshiki Kaifu dans le 9e district de la préfecture d'Aichi, Takeshi Noda dans le  2e district de la préfecture de Kumamoto, Toshihiro Nikai dans le 3e de la préfecture de Wakayama, Ki'ichi Inōe dans le 4e de la préfecture de Hyōgo et Yuriko Koike dans le 6e de la même préfecture, Ta'ichirō Nishikawa dans le 14e district de Tōkyō et Kenshirō Matsunami dans le 19e de la préfecture d'Osaka. 
Lors du renouvellement de la moitié de la Chambre des conseillers, deux des sortants du Parti conservateur remettent leurs sièges en jeu (ceux élus ou réélus en 1995 : Chikage Oogi et Tomoichi Hoshino), et une seule, Chikage Oogi, se représente (Tomoichi Hoshino se retire pour raisons de santé). Quatre autres candidats sont présentés, tous à la proportionnelle nationale, qui se fait pour la première fois au vote préférentiel. Seule Chikage Oogi est réélue. 
Au moment de la fusion avec les dissidents démocrates de Hiroshi Kumagai en décembre 2002, trois parlementaires sur les douze du Parti conservateur (2 sur 7 députés et 1 sur 5 conseillers) refusent d'adhérer au Nouveau parti conservateur, forment un « Club conservateur » (保守クラブ, Hoshu kurabu) et rejoignent finalement le PLD : les députés Takeshi Noda et Yuriko Koike ainsi que le conseiller Shigeaki Tsukihara.

### Nouveau parti conservateur (2002-2003)
Les 14 parlementaires fondateurs du NPC sont en décembre 2002 :
- 10 députés dont :
  - 5 issus du Parti conservateur : Toshiki Kaifu, Toshihiro Nikai, Ki'ichi Inōe, Ta'ichirō Nishikawa et Kenshirō Matsunami.
  - 5 dissidents du PDJ, issus de l'aile droite, opposants au président de ce parti Yukio Hatoyama et partisans d'un représentant de la jeune garde Katsuya Okada : 
    - Hiroshi Kumagai (né en 1940, député pour l'ancien 3e district de la préfecture de Shizuoka de 1983 à 1996 puis pour le nouveau 9e district de Shizuoka à partir de 1996, ancien conseiller pour la préfecture de Shizuoka de 1977 à 1983, ancien ministre de l'Industrie et du Commerce extérieur de 1993 à 1994 puis Secrétaire général du Cabinet de Tsutomu Hata en 1994, a quitté le PLD pour le Shinseitō en 1993 puis a fait partie du Shinshintō, aux éphémères Parti du Soleil et Parti de la bonne gouvernance présidés par Tsutomu Hata en 1998 avant de rejoindre, avec tous les autres membres de ce dernier parti, le PDJ dont il est le président du Comité des Affaires de la Diète de 2001 à 2002)
    - Takao Satō (né en 1935, député pour l'ancien 1er district de la préfecture d'Akita de 1986 à 1995 puis pour le nouveau 1er district d'Akita de 1996 à 2000, réélu en 2000 à la proportionnelle pour le bloc de Tōhoku, avait tenté de se faire élire conseiller sous les couleurs du Club néo-libéral en 1977 puis député libéral-démocrate sans succès déjà en 1980 et 1983 ainsi que gouverneur de la préfecture d'Akita en 1995, a quitté le PLD pour le Shinshintō en 1995, après la disparition de ce dernier a fait partie en 1998 des éphémères Voix du Peuple et Parti de la bonne gouvernance, avant de rejoindre, avec tous les autres membres de ce dernier parti, le PDJ)
    - Yōichirō Esaki (né en 1958, député pour le 12e district de la préfecture de Kanagawa depuis 2000 sous les couleurs du PDJ, avait déjà tenté de se faire élire dans la même circonscription sous l'étiquette du Shinshintō en 1996, demi-frère de Tetsuma Esaki qui fut déjà député de 1993 à 2000, notamment sous les couleurs du Parti conservateur, et donc lui aussi fils de l'ancien ministre Masumi Esaki).
    - Eriko Yamatani (née en 1950, députée pour le bloc proportionnel du Tōkai depuis 2000 sous les couleurs du PDJ, avait déjà tenté de se faire élire conseillère sous la bannière du PDS dans la circonscription nationale en 1989).
    - Zenjirō Kaneko (né en 1943, député pour le bloc proportionnel du Nord-Kantō depuis 2000 sous les couleurs du PDJ, avait déjà tenté de se faire élire député dans le 5e district de la préfecture de Saitama sous la bannière du Shinshintō en 1996).
- 4 conseillers, tous issus du Parti conservateur : Chikage Oogi, Shin’ya Izumi, Hajimu Irisawa et Yōsuke Tsuruho.

Hajimu Irisawa quitte le NPC pour le PLD en juin 2003. Avant les élections législatives du 9 novembre 2012, Yōichirō Esaki rejoint le PLD à son tour (et est réélu à la proportionnelle sous cette étiquette dans le bloc du Sud-Kantō). Après le scrutin, le NPC n'a plus que quatre élus à la Chambre des représentants (tous d'anciens du Parti conservateur : les trois sortants Toshiki Kaifu, Toshihiro Nikai et Ki'ichi Inōe, à quoi s'ajoute Tetsuma Esaki qui a regagné son 10e district de la préfecture d'Aichi), contre neuf auparavant. Parmi les perdants de cette élection figure le président du parti, Hiroshi Kumagai. 
Le 10 novembre 2003, le Premier ministre Jun'ichirō Koizumi propose que le NPC fusionne avec le Parti libéral-démocrate. Après la proposition, le secrétaire général du NPC, Toshihiro Nikai, confirme la fusion, déclarant le même jour : « Nous avons humblement reçu la proposition et, après discussion, nous acceptons la proposition pour achever le programme que nous avons promis aux électeurs »[réf. nécessaire]. Au sein du PLD, les anciens du NPC forment une nouvelle faction, qui constitue l'aile la plus à droite du parti : Nouvelle Vague (新しい波, Atarashii Nami), ou « faction Nikai », du nom de son chef Toshihiro Nikai. Ferme soutien à Jun'ichirō Koizumi jusqu'à son retrait du pouvoir en 2006 puis à Shinzō Abe. Il la fait fusionner le 5 novembre 2009 dans le Groupe pour un leadership volontaire (志帥会,  Shisuikai) de Bunmei Ibuki, la faction la plus conservatrice, voire traditionaliste, du parti, et Toshihiro Nikai en prend la présidence déléguée.

## Personnalités

### Ancien Premier ministre
- Toshiki Kaifu

### Dirigeants

#### Du Parti conservateur (mars 2000-décembre 2002)
- Chefs du parti :

1. mars 2000-septembre 2001 : Chikage Oogi,
2. septembre 2001-décembre 2002 : Takeshi Noda.

- Secrétaires généraux :

1. mars 2000-septembre 2001 : Takeshi Noda,
2. septembre 2001-décembre 2002 : Toshihiro Nikai.

- Présidents du Comité de recherche politique : Ki'ichi Inōe.
- Président du Comité des Affaires de la Diète :

1. mars 2000-juin 2000 : Masayuki Okajima,
2. juin 2000-décembre 2002 : Toshihiro Nikai.

- Présidente du groupe à la Chambre des conseillers : Chikage Oogi.
- Conseiller suprême (fonction honorifique, équivalent de président d'honneur) : Toshiki Kaifu

#### Du Nouveau parti conservateur (décembre 2002-novembre 2003)
- Président : Hiroshi Kumagai (ex-PDJ).
- Secrétaire général : Toshihiro Nikai (ex-PC).
- Présidents du Comité de recherche politique :

1. décembre 2002-juin 2003 : Ki'ichi Inōe (ex-PC),
2. juin 2003-novembre 2003 : Ta'ichirō Nishikawa (ex-PC).

- Présidente du groupe à la Chambre des conseillers : Chikage Oogi (ex-PC).
- Conseiller suprême (fonction honorifique, équivalent de président d'honneur) : Toshiki Kaifu (ex-PC).

### Membres du gouvernement
- 5 avril-4 juillet 2000 : 85e Cabinet du Japon (Yoshirō Mori) : Toshihiro Nikai (ministre des Affaires intérieures, directeur de l'Agence de développement de Hokkaidō et ministre chargé de la délocalisation de la capitale)
- 4 juillet-5 décembre 2000 : 86e Cabinet (Yoshirō Mori) : Chikage Oogi (ministre de la Construction, directrice de l'Agence du Territoire national et ministre chargée de la délocalisation de la capitale)
- 5 décembre 2000-26 avril 2001 : 86e Cabinet remanié (Yoshirō Mori) : Chikage Oogi (ministre des Transports et de la Construction, directrice des Agences du développement de Hokkaidō et du Territoire national et ministre chargée du nouvel aéroport international de Tōkyō, de la Politique des Transports et du Territoire, de la Tsukuba Science City et de la délocalisation de la capitale jusqu'au 6 janvier 2001 puis ministre du Territoire, des Infrastructures et des Transports ainsi que ministre chargée de la délocalisation de la capitale).
- 26 avril 2001-19 novembre 2003 : 87e Cabinet (Jun'ichirō Koizumi) : Chikage Oogi (ministre du Territoire, des Infrastructures et des Transports ainsi que ministre chargée de la délocalisation de la capitale).

## Positionnement politique
Le Parti conservateur puis le NPC étaient conservateurs concernant la société, réformistes libéraux concernant l'administration, la Constitution et l'économie et nationalistes, se situant à la droite de l'échiquier politique japonais. Durant toute leur existence, ils ont été alliés au PLD et au Kōmeitō.